# Cyclophiops herminae
Espèce
Synonymes
- Ablabes herminae Boettger, 1895
- Liopeltis herminae (Boettger, 1895)

Statut de conservation UICN

 NT  : Quasi menacé
Cyclophiops herminae est une espèce de serpents de la famille des Colubridae.

## Taxinomie
Ce taxon est souvent repris sous Liopeltis herminae par plusieurs sources. Reptile Database le classe dans le genre Cyclophiops.

## Répartition
Cette espèce est endémique des îles Ryūkyū au Japon. Elle a été classée comme quasi-menacée par Hidetoshi Ota en 2000.

## Description
Cyclophiops herminae mesure entre 50 et 85 cm.

## Publication originale
- Boettger, 1895 : Neue Frösche und Schlangen von den Liukiu-Inseln. Zoologischer Anzeiger, vol. 18, p. 266–270 (texte intégral).